# 法光寺 (金沢市)
法光寺（ほうこうじ）は、石川県金沢市寺町5丁目にある日蓮宗の寺院。山号は本照山。旧本山は大本山本圀寺（六条門流）、通師法縁。

## 歴史
- 前田利常の命で高岡から金沢へ移転した。

## 伽藍
- 本堂
- 山門
- 鐘楼 : 梵鐘は毎週土曜日夕方6時に突かれる。

## 参考資料
- 日蓮宗寺院大鑑編集委員会『宗祖第七百遠忌記念出版 日蓮宗寺院大鑑』大本山池上本門寺 (1981年)
- 『二上の歴史』二上郷土史編纂委員会

## 関連資料
- 朝日新聞 2016年8月16日